# Kwak Jae-gu
Kwak Jae-gu (en hangeul : 곽재구) est un poète moderne coréen.

## Biographie
Kwak Jae-gu est né à Gwangju dans la province de Jeollanam-do en 1954. Il est diplômé de l'Université Nationale de Chonnam (Jeonnam). Il gagne le prix littéraire sponsorisé par le journal JoongAng  en 1981 grâce à son poème À la station Sapyeong (Sapyeong yeogeseo). À la suite de cela, il prend part à de plus en plus d'actions en faveur de la poésie en Corée et participe notamment à la revue La poésie de mai (Owol si). Il est actuellement professeur à l'université nationale de Sunchon, où il travaille notamment avec l'auteur Kim Won-il.

## Œuvre
La poésie de Kwak traite essentiellement des sentiments amoureux et des sentiments de solitude. L'évolution poétique de l'auteur entre son premier recueil de poèmes, À la station Sapyeong (Sapyeong yeogeseo), jusqu'à son troisième recueil, Les amoureux coréens (Hangugui yeonindeul), montre un passage d'un intérêt abstrait pour les problèmes sociétaux et historiques à une focalisation sur les histoires d'amour concrètes. Cette évolution poétique peut être aussi conçue comme un travail d'introspection de plus en plus important dans ses œuvres récentes.
Son quatrième recueil, Seoul senoya (Seo-ul senoya), dépeint la quête d'un amour pur et innocent et d'une renaissance spirituelle. Sa poésie plus récente montre une certaine animosité contre la violence insidieuse dans la société et un amour pour les gens ordinaires qui souffrent de cette violence. Les émotions dominantes dans sa poésie (tristesse, solitude, rage, désespoir, désir, amour) manifestent toute la colère et parfois la frustration du poète.
Dans son premier recueil, il dépeint ces émotions de manière distancée, en termes vagues, pour finalement  les cristalliser et les concrétiser dans ses recueils suivants. Les poèmes de Seoul senoya (Seo-ul senoya) révèlent une conscience forte du poète envers le contexte historique et social de son pays tout en développant une description du genre humain à la fois concrète et lyrique. Ces poèmes transcendent les émotions fondamentales de colère et de tristesse à la lumière de la violence du monde et tentent de replacer ses émotions sous l'égide de la pureté et de l'amour.

## Distinctions
- 1981 : Prix du journal JoongAng
- 1997 : Prix littéraire Dongseo